# 김호기
김호기(1960년 2월 5일 ~)는 대한민국의 사회학자이다. 2015년 기준으로 연세대학교 사회학과 교수이다.
경기도 양주에서 태어났다.

## 교육
- 서울 장충고등학교
- 연세대학교 사회학 학사
- 연세대학교 대학원 사회학 석사
- 독일 빌레펠트 대학교 사회학 박사

## 주요 저서
- <말, 권력, 지식인> 2002 아르케

## 주요 활동
- 칼마르크스의 1844년 경제학 철학 수고 강의 (오마이스쿨)